# 利菁
吳明恩（舊名吳中銘，1962年10月25日—），藝名利菁，臺灣主持人、歌手。曾擔任模特兒、舞台總監及電視購物頻道主持人；在東森媒體集團旗下東森購物台擔任購物節目主持人時，她以其銷售表現獲「購物天后」之稱號。2005年開始往演藝界發展，2008年以歌唱選秀節目《超級偶像》獲得第43屆金鐘獎「歌唱綜藝節目主持人獎」。2015年起，利菁跨足歌手身份。

## 個人生活
吳中銘出生於台中縣豐原鎮（現為台中市豐原區），後舉家搬遷至清水鎮。畢業於台中縣立清水國小、清水國中、國立清水高中，之後考上東吳大學英國語文學系，但不久即因個人因素休學。
利菁是跨性別女性。2004年5月19日，利菁在東森購物的攝影棚內公開承認自己進行過變性手術；她表示自己在20歲那年，向父親坦承有性別認同困擾，覺得自己就像一雙腳套在不對的鞋子裡面，一套就是20年，對此深感痛苦。經過雙方溝通後，父親同意她進行變性手術，以成為真正的女人。利菁表示選擇成為女性是自己無怨無悔的決定，因為「選擇性別」這種影響一生的決定需要勇氣，對她自己而言，當年在這個改變人生的轉捩點上感到充滿希望。利菁公開的內容牽涉個人的病歷隱私權，但她表示：「我原本覺得這是自己的私事，沒什麼好說的，但既然大家都想知道，我就當是出一次蕁麻疹好了，出過了就好了。」。
利菁出身自政治世家，祖父當過三屆議員，父親吳政彥曾任兩屆台中縣清水鎮鎮長（今台中市清水區），共八年任期，父親當選後舉家搬遷至清水鎮；後來父親參選國民大會代表，以200票之差高票落選。表姊為歌手葉璦菱，外甥為創作歌手ØZI。1999年，利菁和現任丈夫許育仁相識交往，兩人於2002年5月完婚。
除了演藝事業以外，利菁亦擁有個人副業投資。利菁在馬來西亞和東京購置房產、開設民宿，也在馬來西亞經營電視購物台，此外她創立個人珠寶品牌「Regine's Profusion」。

## 演藝生涯

### 1999年—2003年
利菁自小立志成為主持人，在就讀大學期間，曾參與電視台演員訓練班演出，也從事過模特兒的工作，跟她同期的模特兒有徐曉晰、孟廣美等人。進入演藝圈前，利菁擔任過舞台總監、廣告行銷等職務。1999年，利菁加入東森媒體集團擔任購物節目主持人，主持電視購物頻道；她以沉穩的台風和流利的口條創下一小時達新台幣2億元的銷售紀錄，成為當時東森購物台的要角，從此有了「購物天后」的稱號。

### 2004年—2014年
2004年，利菁開始橫跨購物頻道和電視節目尋求發展，並於2005年起進軍演藝圈，先後主持過《麻辣天后宮》、《超級偶像》、《鑽石夜總會》、 《真實謊言》、《超級設計師》、《紅色風暴》、《東西吃了沒》等綜藝節目，並曾接下洗髮精、保養品和房地產等廣告代言，年收入達台幣3000萬元。自2007年起，利菁以其代表作綜藝節目《麻辣天后宮》和歌唱選秀節目《超級偶像》數度入圍金鐘獎，並且於2008年以《超級偶像》拿下第43屆電視金鐘獎「歌唱綜藝節目主持人獎」。
2011年12月31日，利菁因為手握四個節目加上廣告代言，身體長年累積的負荷勞累終於爆發。利菁的經紀公司挪出她的節目錄影空檔四天，讓她赴德國拍攝廣告，結果導致過度疲勞，再加上感染流行性感冒，因而住進國泰醫院的加護病房療養身體。利菁住院引發媒體諸多不實臆測，其中《中國時報》指稱利菁不顧自己身體已出現不適，仍執意進行抽脂手術，才會引發腎衰竭，2012年1月4日晚間更一度傳出病危通知；《自由時報》則報導利菁施打玻尿酸過量，並且進行抽脂，導致病菌感染，因此住進加護病房。利菁為此透過經紀人吳雅雯出面否認媒體的諸多揣測，吳雅雯表示：「利菁是因為身體長年累月不堪負荷，導致免疫力失調，引起細菌感染（事後得知為綠膿桿菌感染），才會住進加護病房，現在已復原。」利菁生病住院這段期間，她所主持的綜藝節目《鑽石夜總會》由小鐘、佩甄、小禎暫時代班，節目在她尚未康復前已停播；利菁請辭自己的另一節目《麻辣天后宮》，改由庹宗康、朱芯儀接棒主持，節目後來亦停播。

### 2015年—至今
2015年，利菁完成個人希望成為歌手的夢想，發行個人首張專輯《快樂的快樂的快樂》，並且邀請表姊葉璦菱跨刀相助，姊妹合作重新詮釋葉璦菱的成名歌曲〈因為所以〉。此外，葉璦菱的獨子陳奕凡（藝名ØZI）在赴伯克利音樂學院求學之前，也為利菁擔任部份歌曲的創作編寫兼製作人，三人於2015年5月一起參與錄製中天綜合台的訪談節目《小燕之夜》，葉璦菱帶著兒子陳奕凡一同站台表達支持，為利菁宣傳新專輯。2016年1月，利菁公開出席活動，宣告加盟由好友陳婉若所主導的藝能娛樂公司「伊林娛樂」。2017年1月，伊林娛樂為利菁量身打造、由她擔綱主持的中天綜藝談話節目《麻辣天后傳》開播。至2018年，她發行首張個人單曲《Regine》 。

## 爭議言論
2017年3月17日，利菁在個人臉書發文表示，「妳嘛幫幫忙。找妳炒新聞...臭美？但，我真怕死了，怕前輩又要嗆聲找『黑白』兩道...橫行演藝圈，搬流氓，私下玩陰的這套，嗆『我就是要故意弄死妳』！我為什麼不怕！誰會不怕，您可是人人都怕的『惡夢』，之前是敬重你是個前輩！忍氣吞聲，不與計較！任妳糟蹋消費。可是人年長了要有度！別搞不清楚人家是怕你(天天要黑道斷人手腳)，這絕不是敬重。是敬鬼神而遠之。」。利菁亦提到「舊鞋」一事，她表示：「再演！再說一次我送的是『舊鞋』，我就不客氣公開秘密了喔，請離我要多遠有多遠」，自己不會再被對方消費和霸凌，「一個人到底要有多假？再中傷，不會再撤告了！滿口假話的人生」。網友留言支持利菁，且認為文中指涉之「前輩」即為藝人羅霈穎。羅霈穎接受媒體採訪時回應表示：「當年她就是送我一雙舊鞋，我後來轉手給金友莊，她真是滿嘴謊言，什麼找兄弟黑白兩道？全都她講的，為了一雙鞋找黑白兩道？老娘現在根本不碰演藝圈了，什麼東西啊？」羅霈穎再談及當初利菁贈送的鞋子「一拿出來立刻發現有刻花掉了，明明送了一雙舊鞋給我，下面還多加一個塑膠底，鞋是壞的。」。
2017年8月28日，當年度金鐘獎入圍結果公布當日，利菁在得知自己沒有入圍任何獎項後，提及主持人吳宗憲「譙二句就會入圍」；利菁表示：「我也很辛苦，這種天氣要穿著古裝主持很不容易耶！評審們，努力工作的在這裡。」她亦表示：「憲哥譙二句就會入圍，每次叫每次就有耶！我們也要跟隨他的腳步。」。入圍該年度金鐘獎兩項獎項的吳宗憲得知相關言論後詢問「誰說的」，回應表示：「胡說八道，妳以為妳說了算嗎？要吵架來啊，憲哥在這裡！」並隨即緩頰表示自己和利菁之間的關係不受影響，「哈哈哈，好朋友啦，沒關係。」。
2021年6月2日，認為感染COVID-19進ICU的重症患者可以靠疫苗治癒。同日替主持前輩張小燕背書，表示張小燕從不接代言，卻遭網友挖出大量代言紀錄。

## 主持作品

### 電視節目
- 2005年 東森娛樂台《全球新人王》與徐乃麟共同主持（2005年1月23日—未知）
- 2005年 衛視中文台《麻辣天后宮》（2005年3月31日—2012年2月8日）
- 2006年 衛視中文台《麻辣大明星》（2006年4月23日—2006年6月25日）
- 2006年 中天綜合台《紅色風爆》（2006年5月8日—12月1日）
- 2007年 TVBS歡樂台《天天大精彩》（2007年1月8日—7月8日）
- 2007年 台灣電視台/三立都會台《超級偶像》（2007年10月27日—2011年12月3日）
- 2007年 台灣電視台《鑽石夜總會》（2007年11月4日—2012年2月5日）
- 2010年 台灣電視台《超級設計師》（2010年8月26日—2011年7月28日）
- 2011年 壹電視綜合台《真實謊言》 （2011年7月4日—9月26日）
- 2011年 台灣電視台《超級達人秀 萬兔來爭冠》 與胡瓜共同主持（2011年2月3日）[26]
- 2012年 八大綜合台《11克拉女王》 與小鐘共同主持（2012年7月9日—10月22日）
- 2013年 中天綜合台《東西吃了沒》（2013年7月29日—11月5日）
- 2015年 東風衛視《菁鴻e瞥》與溫筱鴻共同主持（2015年9月14日—2016年1月13日）
- 2017年 中天綜合台《麻辣天后傳》（2017年1月2日—2020年1月10日）
- 2019年 東風衛視《Woman 說》（2019年8月30日—2020年4月28日）
- 2024年 三立都會台《天后出發吧》（2024年1月17日—2024年3月27日）
- 2024年 東森超視《后宮歐買尬》 與沈玉琳共同主持（2024年12月23日—）

### 大型活動
- 2004年 《東森購物選拔會》
- 2005年 《東森全球新人王》
- 2008年 《大港OPEN 高雄飛犇跨年晚會》
- 2009年 《八八水災募款活動》

## 演出作品

### 電視劇
- 1998年 華視《施公奇案》(大悲大喜)飾演 海大梵二夫人
- 2005年 東森戲劇台《好美麗診所》客串演出
- 2005年 三立都會台《住左邊住右邊》客串演出

### 網路劇
- 2014年 樂視網 《光環之后》飾利小菁
- 2014年 樂視網 《天后之征》飾利菁

## 音樂作品

### 專輯與單曲
| 專輯 | 專輯資料                                                                            | 曲目 |
| ---- | ----------------------------------------------------------------------------------- | --- |
| 1st  | 《快樂的快樂的快樂》 - 發行日期：2015年5月16日 - 語言：中文 - 唱片公司:魔耳國際娛樂 | 歌曲 1. 快樂的快樂的快樂 2. 愛你啊 3. HI 嗨 4. 因為所以 5. 對我說愛你 6. 輕浮 7. I Don't Care 8. 回音 9. 快樂的快樂的快樂(Kala) 10. 愛你啊(Kala) |
| 2nd  | 《Regine》 - 發行日期：2018年3月9日 - 語言：中文 - 唱片公司:伊林娛樂                | 歌曲 1. 看我 看我 2. 魅力新品種 3. 迷霧 |

## 出版作品

### 書籍
- 2004年 《歷經過去，利菁未來：1小時銷售2億的奇蹟》 尖端出版（2004年3月27日）
- 2006年 《Vampire利菁－逆時空極品美容法》 沃爾文化出版（2006年11月15日）

## 節目通告
- 2004年7月2日中天綜合台《康熙來了》
- 2005年5月23日三立都會台《國光幫幫忙》
- 2010年3月20日八大綜合台《大小愛吃》
- 2012年6月17日台視《紅白紅白我勝利》
- 2012年7月25日八大綜合台《娛樂百分百》
- 2013年7月25日中天綜合台《康熙來了》
- 2013年9月4日中天綜合台《SS小燕之夜》
- 2014年5月16日中天綜合台《康熙來了》
- 2015年5月16日八大綜合台《娛樂百分百》
- 2015年5月25日三立新聞台《台灣亮起來》專訪
- 2015年5月27日中天綜合台《SS小燕之夜》
- 2015年6月8日 東森新聞台《台灣啟示錄》專訪
- 2015年12月23日東森綜合台《開運鑑定團》
- 2016年2月3日東森綜合台《開運鑑定團》
- 2018年4月15日中視《飢餓遊戲》
- 2018年6月9日華視《綜藝菲常讚》
- 2018年12月8日中視《改變的起點》專訪
- 2019年1月13日中視《飢餓遊戲》
- 2019年7月8日中天綜合台《SS小燕之夜》

## 獎項紀錄
| 年份   | 獲提名     | 獎項                             | 結果 |
| ------ | ---------- | -------------------------------- | ---- |
| 2007年 | 麻辣天后宮 | 第42屆金鐘獎娛樂綜藝節目主持人獎 | 入圍 |
| 2008年 | 麻辣天后宮 | 第43屆金鐘獎娛樂綜藝節目主持人獎 | 入圍 |
| 2008年 | 超級偶像   | 第43屆金鐘獎歌唱綜藝節目主持人獎 | 獲獎 |
| 2010年 | 超級偶像   | 第45屆金鐘獎綜藝節目主持人獎     | 入圍 |
| 2011年 | 超級偶像   | 第46屆金鐘獎綜藝節目主持人獎     | 入圍 |

## 外部連結
- 利菁的Facebook專頁
- 利菁的Instagram帳戶
- 利菁的新浪微博
- YouTube上的利菁官方音樂頻道頻道
- 利菁在互联网电影资料库（IMDb）上的資料（英文）